# أهل عوبل (العرش)

تعديل مصدري - تعديل

حارة أهل عوبل هي إحدى حارات مدينة ملاح أحد مدن محافظة البيضاء، بلغ تعداد سكانها 789 نسمة حسب تعداد اليمن لعام 2004.